# Villers-sur-le-Mont
Villers-sur-le-Mont è un comune francese di 100 abitanti situato nel dipartimento delle Ardenne nella regione del Grand Est.

## Società

### Evoluzione demografica
Abitanti censiti